# کراس‌ریل
کراس‌ریل (به انگلیسی: Crossrail) یکی از خطوط راه‌آهن در حال ساخت در کشور بریتانیا است.
این خط از شهر لندن و میدنهد شروع و پس از طی ۱۱۸ کیلومتر در شهر شنفیلد و ابی وود به پایان میرسد. کراس‌ریل دارای ۴۱ ایستگاه می‌باشد.